# Albert Philipsen
Albert Withen Philipsen (* 3. September 2006 in Holte) ist ein dänischer Radrennfahrer. Er gilt als eines der größten Talente im Radsport.

## Sportlicher Werdegang
Philipsen begann im Alter von fünf Jahren mit dem Mountainbikesport beim Holte MTB Klub. Von 2014 bis 2022 gewann er sechsmal die dänischen Meisterschaften im Cross-Country in seiner jeweiligen Altersklasse. Im Jahr 2021 wurde er Dritter der U17-Europameisterschaften, ehe er sich eine Jahr später den Titel des Europameisters sicherte.
Ab dem Jahr 2023 ging Albert Philipsen als für den dänischen Club Tscherning Cycling Academy an den Start. Bereits in seiner ersten Saison als Junior wurde er dänischer Junioren-Meister im Straßenrennen, Einzelzeitfahren, Cross-Country und Cyclocross. Weiters gewann er im Frühjahr als Gesamtvierter die Punktewertung des Course de la Paix Juniors. Seine ersten internationalen Titel holte er im Juli bei den Mountainbike-Europameisterschaften im Cross-Country der Junioren und mit der dänischen Mannschaft im Staffelwettbewerb. Bei den Radsport-Weltmeisterschaften 2023 in Glasgow gewann er am 5. September im Alter von 16 Jahren die Goldmedaille im Straßenrennen und wurde damit der jüngster Junioren-Weltmeister aller Zeiten. Fünf Tage später sicherte er sich den Titel im olympischen Cross-Country XCO. Ein Tag zuvor war er bereits Mitglied der dänischen Cross-Country-Staffel gewesen, die die Bronzemedaille gewann. Zum Abschluss der Saison wurde er bei Straßenradsport-Europameisterschaften 2023 Junioren-Europameister im Einzelzeitfahren. Bereits im Dezember 2023 wurde bekanntgegeben, dass Philipsen zur Saison 2025 einen Vertrag beim UCI WorldTeam Lidl-Trek erhalten würde.
Im Jahr 2024 sicherte sich Philipsen erneut den nationalen Titel im Cyclocross, ehe er bei den Weltmeisterschaften den fünften Platz belegte. Danach war er wie im Vorjahr parallel auf der Straße und im Mountainbikesport aktiv. Auf der Straße nahm er mit dem Course de la Paix Juniors und der Ain Bugey Valromey Tour an zwei Rundfahrten teil, die er beide gewann. Bei den Straßenradsport-Weltmeisterschaften 2024 befand er sich in der Schlussrunde aussichtsreich in einem Führungsduo – stürzte dann aber auf regennasser Fahrbahn und konnte das Rennen nicht beenden. Bei den Mountainbike-Weltmeisterschaften verteidigte er erfolgreich seinen Titel im Cross-Country. Zudem setzte er sich wie bereits im Vorjahr bei der Weltcup-Station von Nové Město im Rennen der Junioren durch.
Zur Saison 2025 wurde Albert Philipsen wie vorgesehen Mitglied im Team Lidl-Trek, wobei er einen Vertrag bis ins Jahr 2028 erhielt. Bei seinem Saison-Debüt gewann er im Alter von 18 Jahren die Nachwuchswertung der Tour Down Under 2025. Nachdem er bei der Strade Bianche und dem Scheldeprijs seine ersten Rennen in Europa bestritten hatte, gewann er im Trikot der Nachwuchsmannschaft Lidl-Trek Future Racing die U23-Austragung von Paris–Roubaix.

## Erfolge

### Straße
2023
- Weltmeister (Junioren) – Straßenrennen
- Europameister (Junioren) – Einzelzeitfahren
- Dänischer Meister (Junioren) – Straßenrennen und Einzelzeitfahren
- Punktewertung Course de la Paix Juniors

2024
- Gesamtwertung und eine Etappe Course de la Paix Juniors
- Gesamtwertung, zwei Etappen und Punktewertung Ain Bugey Valromey Tour
- Dänischer Meister (Junioren) – Einzelzeitfahren

2025
- Nachwuchswertung Tour Down Under
- Paris–Roubaix Espoirs

### Mountainbike
2023
- Weltmeister (Junioren) – Cross-Country XCO
- Weltmeisterschaften – Staffel XCR
- Europameister (Junioren) – Cross-Country XCO
- Europameister – Staffel XCR
- Dänischer Meister (Junioren) – Cross-Country XCO

2024
- Weltmeister (Junioren) – Cross-Country XCO
- Dänischer Meister (Junioren) – Cross-Country XCO

### Cyclocross
2023
- Dänischer Meister (Junioren)

2024
- Dänischer Meister (Junioren)